# Saksala (Kotka)
Pour les articles homonymes, voir Saksala.
Saksala est un quartier et un village de Kotka en Finlande.

## Présentation
Saksala est situé dans la partie orientale de Kotka le long du fleuve Nummenjoki.
La zone boisée et rurale est située à la frontière de Hamina.
Saksala, Tavastila et Juurikorvi est un espace rural avec un habitat dispersé de petites maisons individuelles et de quelques maisons mitoyennes.

## Transports
Saksala est desservi par la valtatie 15, la valtatie 7 et la seututie 170.
Saksala est desservi par les bus suivants:
- 9PA	 Karhula-Juurikorpi-Tavastila
- 9PA	 Karhula-Tavastila-Juurikorpi
- 9 Norskankatu-Ylänummi
- 25 Norskankatu-Mussalo-Karhuvuori-Karhula
- 9B Karhula-Ylänummi
- 9B Karhula-Tavastila-Ylänummi